# Anna selbdritt
Anna selbdritt bezeichnet in der christlichen Ikonographie eine Darstellung der heiligen Anna mit ihrer Tochter Maria und dem Jesuskind. Der Bildtyp gehört zu den Andachtsbildern, die sich im späten Mittelalter und besonders häufig und vielgestaltig in Deutschland und den Niederlanden (Anna te Drieën), aber auch in Italien (Metterza) und Spanien (Santa Ana y la Virgen) herausgebildet haben. Der Ausdruck selbdritt ist ein altes Wort für „als Teil einer Dreiergruppe“ oder auch „zu dritt“.

Leonardo da Vinci: Anna selbdritt

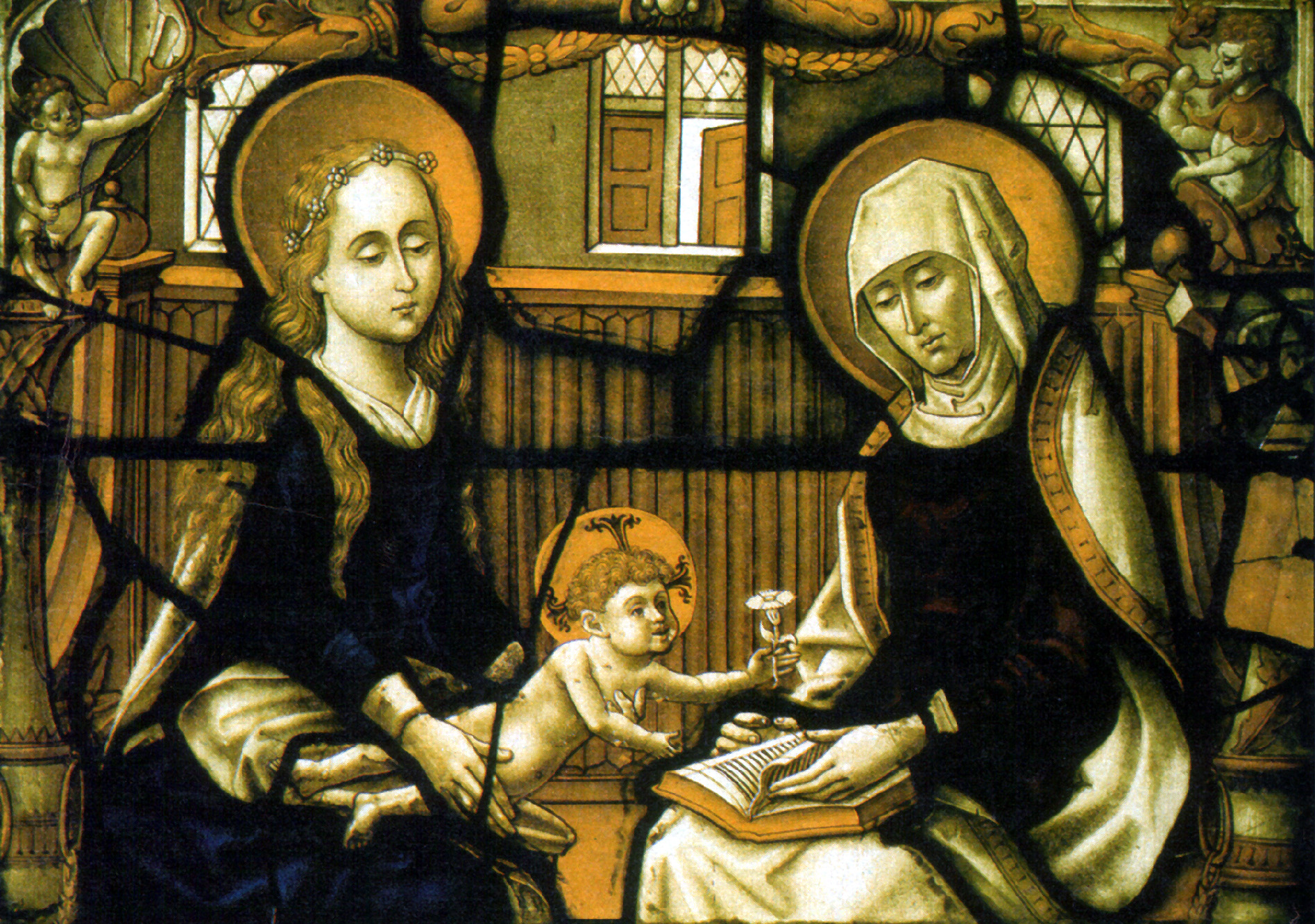
Anna selbdritt, Glasmalerei, Kölner Werkstatt, 1510–1530, Wilhelm-Hack-Museum

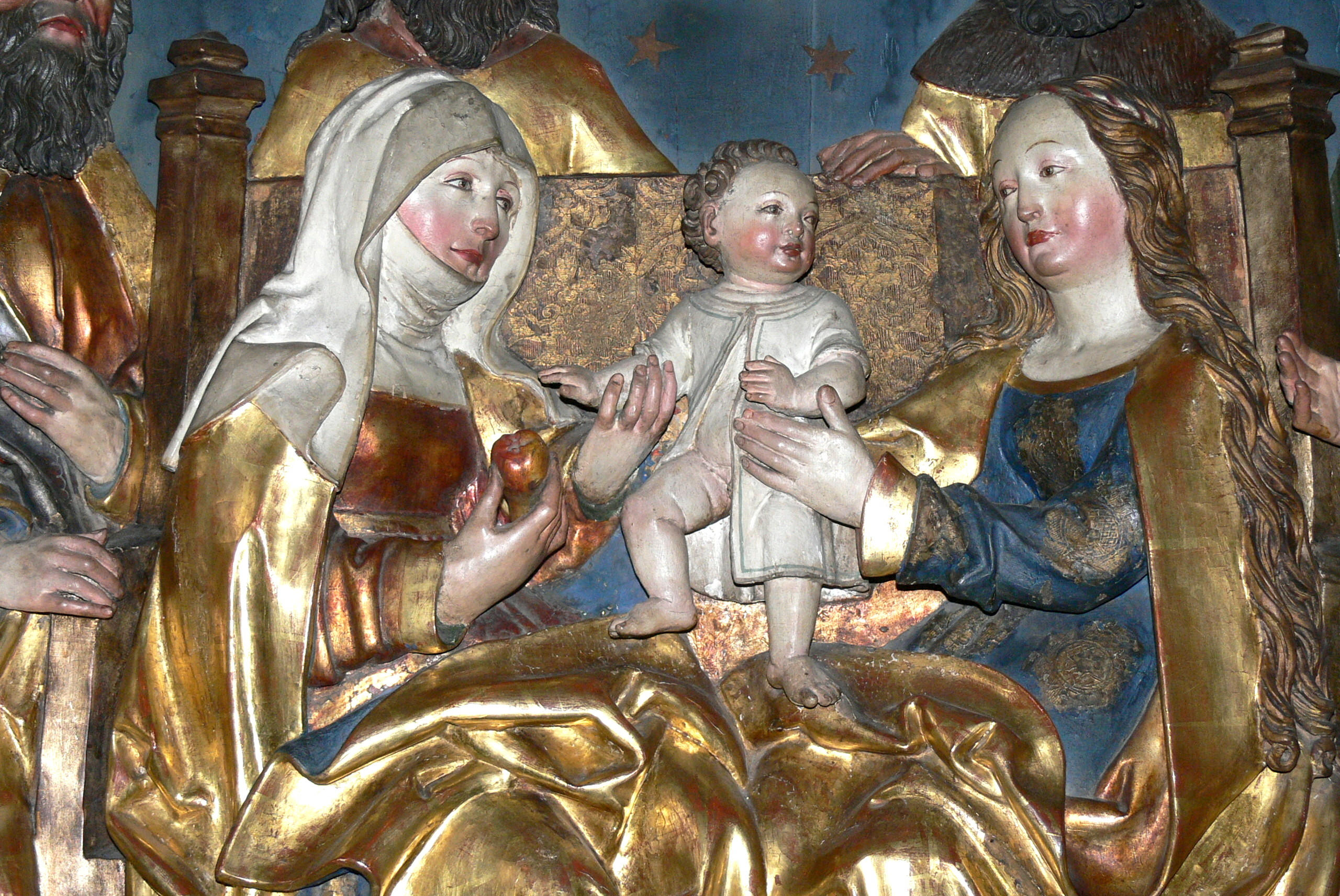
Anna selbdritt (1508) auf dem Altar der Heiligen Sippe in Langenzenn

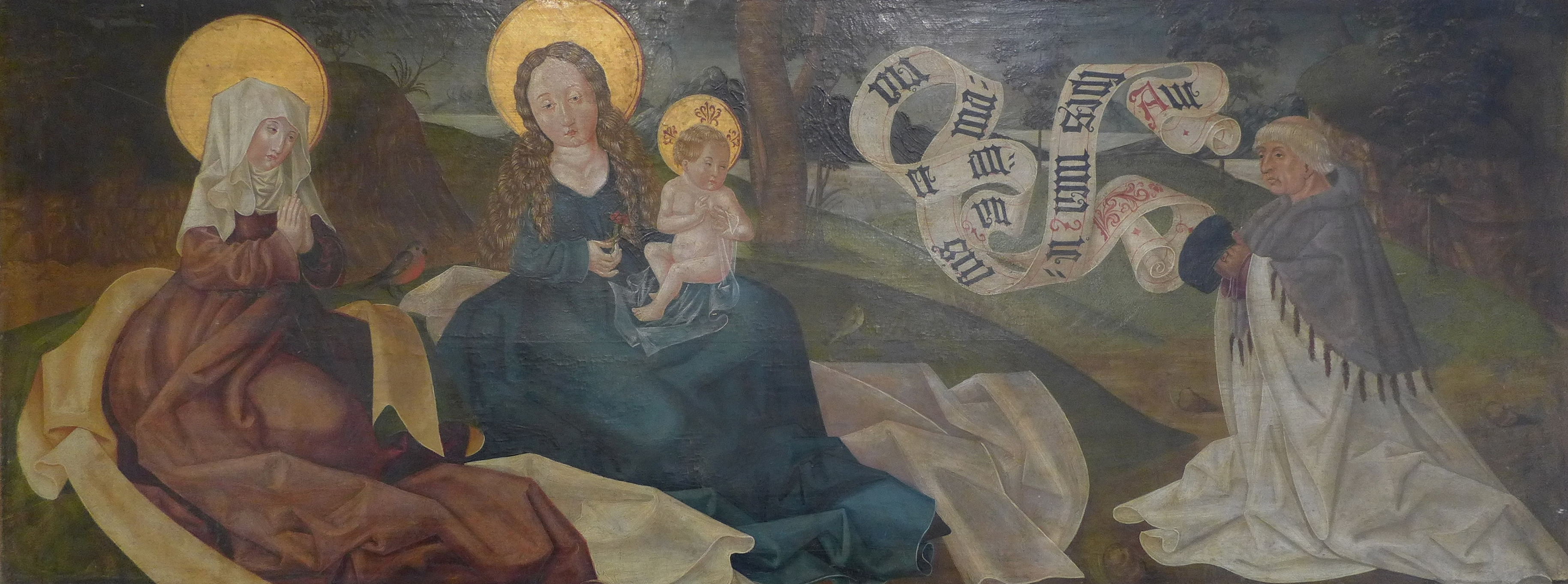
Anna selbdritt (1507), Predella des Mariä Krönungsaltars, Basilika Seckau, Bischofskapelle

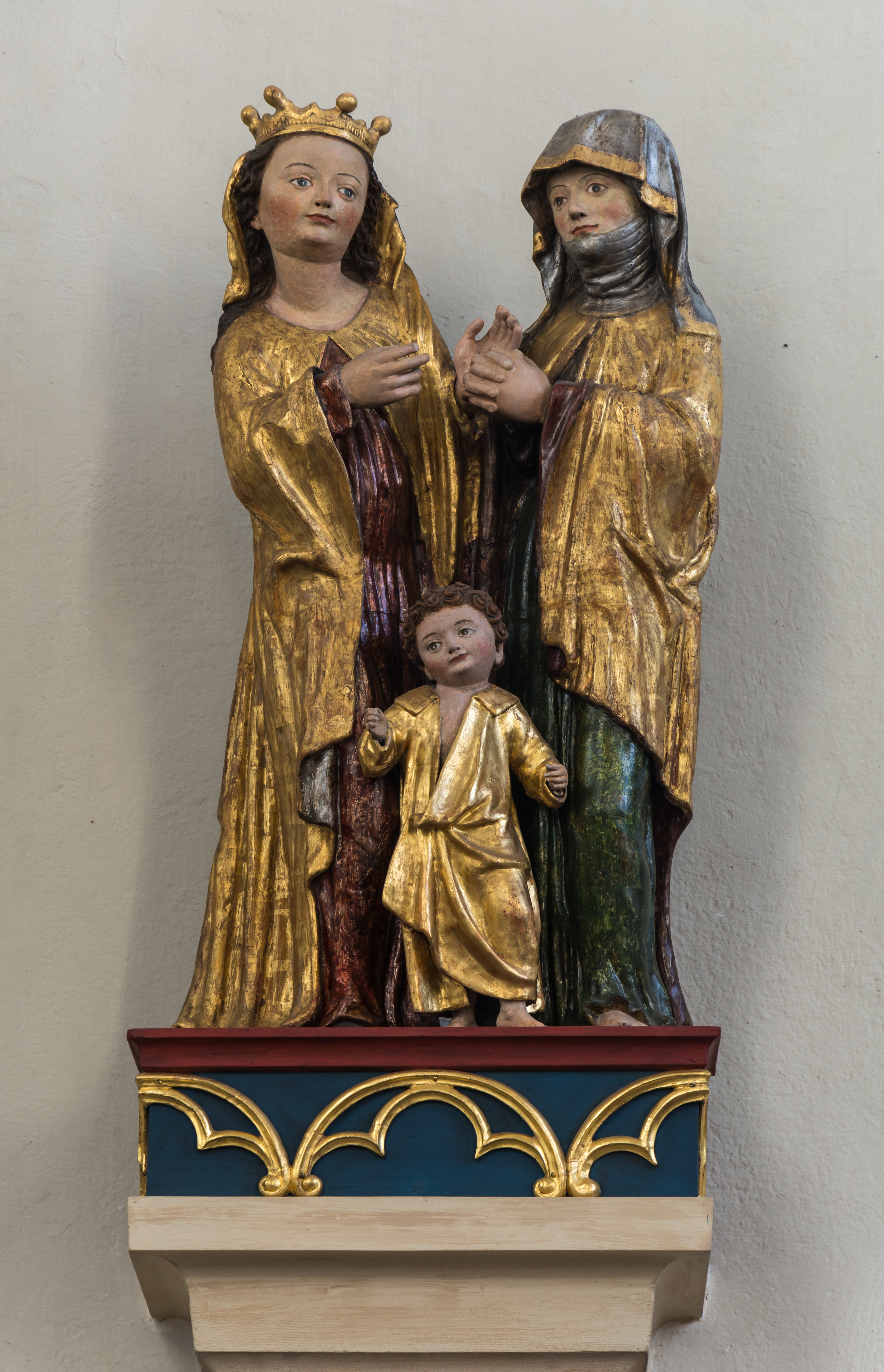
Anna selbdritt (um 1480) in der Pfarrkirche St. Anna in Pöggstall

## Ikonographie
Als ältestes bekanntes Bild der Mutter Marias ist die Wandmalerei in der sogenannten Drei-Mütter-Nische aus dem 8. Jahrhundert in der Kirche Santa Maria Antiqua auf dem Forum Romanum in Rom erhalten. Dargestellt sind die Gottesmutter mit dem Jesuskind in einer Mandorla, zur Linken Elisabeth mit dem heiligen Johannesknaben und zur Rechten die heilige Anna mit ihrer Tochter Maria. Ab der Mitte des 13. Jahrhunderts gibt es vermehrt Beispiele bildlicher Anna-selbdritt-Darstellungen, wie beispielsweise in der Nikolaikirche von Stralsund. Typisch für diese frühen Bilder ist die im Vergleich zur heiligen Anna verhältnismäßig kleine, mädchenhaft ausgeführte Marienfigur. 
Ein besonders bekanntes Gemälde ist eine Darstellung Leonardo da Vincis, die zwischen 1500 und 1510 während seines Aufenthaltes in Florenz entstanden ist. Beginnend mit Sigmund Freud war die Anna selbdritt von Leonardo da Vinci wiederholt der Ausgangspunkt psychologischer Betrachtungen.
Es sind sehr viele Skulpturen, Gemälde und Altarbilder der Anna selbdritt in den Kirchen ganz Europas erhalten. Das Motiv befindet sich auch auf diversen Münzen und Siegeln, die Stadt Annaberg-Buchholz im Erzgebirge trägt eine Anna selbdritt im Wappen. Gelegentlich wurde die Darstellung auch mit dem heiligen Joachim, dem Ehemann Annas, und den beiden Männern, die sie nach dem Tode Joachims der Tradition zufolge nacheinander heiratete (und denen sie jeweils eine Tochter gebar, die ebenfalls Maria hieß), Kleophas und Salomas, und weiteren Verwandtschaftslinien, wie Annas Schwester Esmeria mit ihrer Tochter Elisabeth und deren Sohn Johannes dem Täufer, zur sogenannten heiligen Sippe erweitert.
Mitunter wird auch Emerentia, die Mutter Annas, zur Gestaltung einer Emerentia selbviert hinzugefügt. Beispiele für diesen Bildtyp gibt es im Mindener und im Limburger Dom. In Dortmund (Sammlung Cremer) befindet sich ein Gemälde des Meisters von 1473: Heilige Anna Selbdritt mit vielen Heiligen.

## Annenkult
Eng verknüpft ist der Bildtyp einer Anna selbdritt mit dem Annenkult des Mittelalters, der wie auch der Marienkult seit dem 13. Jahrhundert mit dem Thema der Unbefleckten Empfängnis verbunden war. Da es keine biblischen Quellen gibt über die Existenz der Eltern Marias, Mutter Anna und Vater Joachim, zu denen später noch die Mutter Annas mit Namen Emerentia kam, bezogen sich die Künstler bei vielen Themen des Marienlebens, zu denen auch Anna selbdritt gehört, auf apokryphe Evangelien und auf die populäre Legenda aurea des Jacobus de Voragine.
Im apokryphen Protoevangelium des Jakobus wird über einen betagten Tempelpriester mit Namen Joachim berichtet, der nach langer Ehe mit seiner Frau Anna immer noch kinderlos war und dessen Opfer im Tempel von seinem vorgesetzten Priester aus diesem Grund abgelehnt worden war. Daraufhin erschien sowohl Joachim als auch Anna ein Engel, der ihnen die Geburt einer Tochter, Maria, weissagte. Die Darstellung Marias im Tempel, auch „Tempelgang Mariens“ genannt, wurde ebenfalls zu einem beliebten Thema in der abendländischen Kunst.
Aufschwung erhielt der Annenkult in der Folge der Einführung des Anna-Tages in den römischen Heiligenkalender durch Papst Sixtus IV. und die Einführung des Anna-Festes durch Papst Gregor XIII.
Viele der zahlreichen Bruderschaften vor allem in Deutschland wählten Anna zur Schutzpatronin und stifteten Kapellen und Altäre, auf denen häufig Statuen der Anna selbdritt aufgestellt wurden. Indiz für den in Europa verbreiteten Annenkult ist die große Anzahl der Patrozinien der heiligen Anna in West-, Mittel- und Osteuropa. Die große Rolle, die dort die Annenaltäre in der Volksfrömmigkeit spielten, spiegelt sich in der Vielzahl der angebrachten Ex-voto-Tafeln und Bilder wider.